# Ljevaonica Colbachini
Ljevaonica obitelji Colbachini (tal. izvorno ime:  Fonderia Campane Daciano Colbachini e Figli - Stabilimento Pontificio), talijanska ljevaonica. Osnovana je 1745. godine. Od pape Lava XIII. dobila je 1898. pravo uporabe papinskog grba na svojim proizvodima i po tom je jedina ljevaonica na svijetu sve do danas.
Proizvoda iz te obiteljske ljevaonice ima i u Hrvatskoj. Na vrhu kule u tvrđavi Kamičku u Sinju nalazi se brončano zvono izlijano u toj ljevaonici. Za zadarsku katedralu svete Stošije je ljevaonica izlijala zvono 1835. godine. Godine 1860. je ljevaonica izlijala pet zvona za crkvu svetog Šimuna u Zadru (poznatu po škrinji sv. Šimuna, najvrjednijem djelu srednjovjekovne zlatarske umjetnosti u Hrvatskoj), koja je 9. rujna posvetio nadbiskup Josip Godeassi. 24. rujna iste godine je Godeassi također posvetio pet zvona u tornju katedrale svete Stošije. Ova su zvona bila posvećena zadarskim svecima, sv. Stošiji, sv. Donatu, sv. Krševanu, sv. Šimunu i sv. Jeronimu.
Ljevaonica Colbachini osnovana je u Angaranu, a danas je njeno glavno sjedište Cervarese Santa Croce. Najpoznatija je po proizvodnji crkvenih zvona.